# Starlight Express
Starlight Express est un spectacle qui raconte l'histoire d'une locomotive à vapeur jeune mais obsolète nommée Rusty, qui participe à un championnat contre des locomotives modernes à moteur diesel et électrique dans l'espoir d'impressionner une voiture panoramique de première classe, Pearl. Les acteurs se produisent sur des patins à roulettes.
Avec 7 409 représentations à Londres, Starlight Express est le neuvième spectacle joué le plus longtemps du West End . C'est la comédie musicale qui a le plus de succès en Allemagne, où elle est jouée dans un théâtre spécialement construit à cet effet depuis 1988, détenant le record du monde Guinness du plus grand nombre de visiteurs d'une comédie musicale dans un seul théâtre.